# Петуховы (Киров)
 Петуховы — деревня в Кировской области. Входит в состав муниципального образования «Город Киров»

## География
Расположена на расстоянии примерно 10 км по прямой на запад-северо-запад от железнодорожного вокзала станции Киров.

## История
Известна с 1662 года как починок Карпа Мохова с 1 двором, в 1764 (починок Карпиковский) 71 житель, в 1802 10 дворов. В 1873 году здесь (починок Карпиковский или Петуховы) дворов 15 и жителей 156, в 1905 (деревня Карпиковская или Петуховы) 33 и 219, в 1926 (хутор Петуховы или Карпиковский) 41и 215, в 1950 47 и 190, в 1989 28 жителей. Настоящее название утвердилось с 1939 года. Административно подчиняется Октябрьскому району города Киров.

## Население
Постоянное население составляло 11 человек (русские 100%) в 2002 году, 20 в 2010.